# Regione crurale

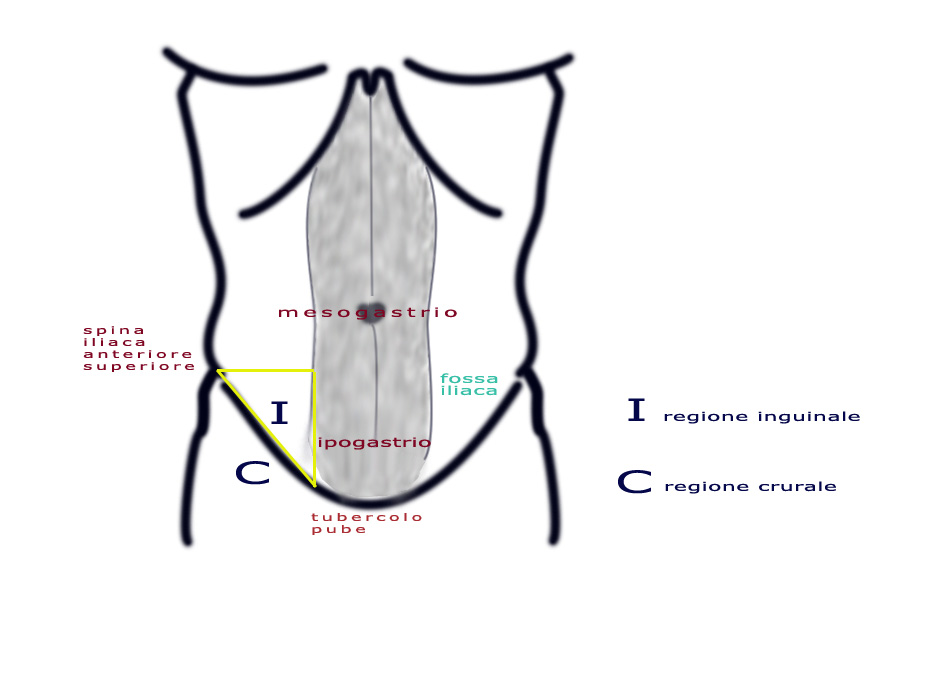
Regioni dell'addome, con indicata la regione inguinale (con contorno giallo) e quella crurale.

In anatomia topografica la regione crurale, o inguinofemorale, definisce la porzione della Lacuna Vasorum del Triangolo femorale, o di Scarpa. Ci si può riferire ad essa anche come canale crurale, che alloggia i vasi femorali e il linfonodo di Cloquet. Corrisponde a quella che in semeiotica viene indicata come radice della coscia.

## Disposizione e rapporti
Individuabile nella porzione anteriore, mediale e superiore della coscia, il canale crurale, lungo circa due cm, è delimitato: superiormente dal legamento inguinale, lateralmente dalla vena femorale e dal legamento pettineo di Cooper, medialmente dal legamento lacunare del Gimbernat, inferiormente dal margine superiore del pube, posteriormente dalla fascia trasversalis, anteriormente dalla fascia lata.

## Patologia
È sede dell'ernia crurale che consiste nella protrusione di un'ansa intestinale, più raramente di altre formazioni anatomiche. Epidemiologicamente il secondo tipo di ernia più diffuso, essa è maggiormente frequente nelle donne per condizioni anatomiche specifiche (lacuna dei vasi femorali più ampia). Questa trova la sua porta erniaria nell’anello crurale regione di debolezza della fascia trasversa e generalmente si fa strada nella porzione mediale della Lacuna Vasorum. Si presenta spesso di piccole dimensioni ma essendo circondata da strutture piuttosto rigide, che tendono pertanto a “comprimere” il contenuto dell'ernia, evoca dolore e va incontro a complicanze quali l'infiammazione, l'incarceramento, lo strozzamento e il blocco intestinale. La diagnosi differenziale con l'ernia inguinale non è sempre agevole, raramente può essere confusa con ingrossamenti del linfonodo del Cloquet. 

## Chirurgia
La terapia dell'ernia crurale è esclusivamente chirurgica con diverse tecniche a disposizione dello specialista. Nei casi standard l'intervento prevede un'anestesia locale ed un'incisione con accesso a livello della regione crurale o inguinale, e poi una riparazione del deficit della parete addominale tramite una plastica con punti di sutura se il difetto è di dimensioni molto piccole o può richiedere il posizionamento di una rete distesa o di un piccolo plug, di un tappo cioè di materiale (spesso polipropilene) e forma variabile a seconda della situazione individuale. Ciò rinforza la parete e impedisce che l'ernia si riformi (ernia recidiva). Solitamente la protesi viene fissata al legamento inguinale e all'aponeurosi del muscolo pettineo.
L'ernia crurale è inoltre operabile con intervento robotico mini-invasivo che riduce notevolmente i tempi di degenza e la dimensione della cicatrice.